# مقاطعة سانت جوزيف (إنديانا)
مقاطعة سانت جوزيف هي مقاطعة في إنديانا، بلغ عدد سكانها 266٬931  نسمة، في 2010، عاصمتها ساوث بند، تبلغ مساحتها 1٬194 كيلومتر مربع.

## الموقع
تشترك في الحدود مع:
- مقاطعة بيرين.

## التقسيمات الإدارية
- ساوث بند.